# Kotchi Muite Baby / Yellow
Singles par supercell
sayonara memories
(2010) Utakata Hanabi/Hoshi ga Matataku Konna Yoru ni
(2010)
Singles par ryo (supercell) feat. Hatsune Miku
Sekiranun Graffiti/Fallin' Fallin' Fallin'
(2011)

Kotchi Muite Baby / Yellow (こっち向いて Baby / Yellow) est un single composé par ryo du groupe supercell avec kz, du groupe livetune sorti le 14 juillet 2010 chez SOULTAG,. 

## Résumé
Yellow et I Wanna Be Your World ont été composées et écrites par kz, il a aussi composé Black★Rock Shooter 2M MIX (ブラック★ロックシューター 2M MIX) qui est un remix de la chanson Black★Rock Shooter composé pour fêter le 2 millionième visionnage du clip sur Nico Nico Douga.

Kotchi Muite Baby (こっち向いて Baby) a été composé et écrit par Ryo, c'est l'opening du jeu Hatsune Miku : Project DIVA 2nd.

## Pistes du single
Les informations sont tirés de la page correspondant au single sur le site mora, à l'exception de Black★Rock Shooter 2M MIX (ブラック★ロックシューター 2M MIX) qui est tiré de la page de l'album supercell.
| No | Titre                                                             | Paroles         | Musique         | Durée |
| -- | ----------------------------------------------------------------- | --------------- | --------------- | ----- |
| 1. | Kotchi Muite Baby (こっち向いて Baby)                             | ryo (supercell) | ryo (supercell) | 3:30  |
| 2. | Yellow                                                            | kz (livetune)   | kz (livetune)   | 3:19  |
| 3. | Black★Rock Shooter 2M MIX (ブラック★ロックシューター 2M MIX)      | ryo (supercell) | kz (livetune)   | 4:53  |
| 4. | I Wanna Be Your World                                             | kz (livetune)   | kz (livetune)   | 5:25  |
| 5. | Kotchi Muite Baby(Instrumental) (こっち向いて Baby(Instrumental)) | ryo (supercell) | ryo (supercell) | 3:30  |
| 6. | Yellow(Instrumental)                                              | kz (livetune)   | kz (livetune)   | 3:19  |

## Charts
| Chart (2010)                   | Position |
| ------------------------------ | -------- |
| Oricon Classement hebdomadaire | 9        |